# Мамині синочки (фільм)
«Мамині синочки» (італ. I vitelloni) — третій фільм Федеріко Фелліні, сценарій до якого він написав спільно з Еніо Флаяно. Фільм можна назвати автобіографічним, він базується на спогадах молодого Фелліні про життя у своєму рідному містечку Ріміні. Сюжет фільму ґрунтується на оповіданні про життя п'ятьох молодих людей: любителя жінок Фаусто, інтелектуала Леопольдо, «дитя» Альберто, Моральдо, що дорослішає та Рікардо, що перебуває на задньому плані.

## Сюжет
Група молодих людей нудьгує без діла в містечку на італійському узбережжі. Усім їм по 25-30 років, проте ведуть вони себе як недозрілі підлітки, і багато хто досі живе за рахунок батьків. Сандра, сестра наймолодшого з хлопців Моральдо (Франко Інтерленгі), завагітніла від проводиря групи Фаусто (Франко Фабріці), і тепер він готується тікати з міста. Але рідний батько примушує його одружитися на дівчині. Після весілля і медового місяця, проведеного в Римі, тесть знаходить для Фаусто роботу в крамниці церковного приладдя. Відразу після карнавалу Фаусто жартома волочиться за дружиною свого начальника і втрачає роботу. Він втягує Моральдо в пограбування крамниці — нібито для того, щоб отримати неоплачену компенсацію. Вони крадуть дерев'яного ангела і безуспішно намагаються продати його різним релігійним громадам. Альберто (Альберто Сорді), що живе з матір'ю, не може перешкодити сестрі поїхати з одруженим коханцем. Коли в місті з'являється трупа театру, головний інтелектуал групи Леопольдо (Леопольдо Трієсте) читає імпресаріо свою п'єсу. Леопольдо приймає компліменти, але лякається, коли імпресаріо намагається завести його на берег моря.
Фаусто проводить ніч з танцівницею. Втомившись від його зрад, Сандра втікає з дому з немовлям. Фаусто з друзями шукають її весь день. Нарешті Фаусто знаходить її у батька… Моральдо — єдиний, хто здійснює загальну мрію: одного разу вранці він приходить на вокзал і від'їжджає з міста…

## У ролях
| • Франко Інтерленгі | … | Моральдо Рубіні   |
| • Альберто Сорді    | … | Альберто          |
| • Франко Фабріці    | … | Фаусто Моретті    |
| • Леопольдо Трієсте | … | Леопольдо Вануччі |
| • Ріккардо Фелліні  | … | Ріккардо          |
| • Леонора Руффо     | … | Сандра Рубіні     |
| • Жан Брошар        | … | Франческо Моретті |
| • Клод Фарелл       | … | Ольга             |
| • Карло Романо      | … | Мікеле Курті      |
| • Енріко Віарізіо   | … | синьйор Рубіні    |
| • Паола Борбоні     | … | синьйора Рубіні   |
| • Ліда Баарова      | … | Джулія Курті      |
| • Арлетт Соваж      | … | зірка кіно        |

## Нагороди
Перемоги:
- Срібний лев Венеційського кінофестивалю

Номінації:
- Золотий лев Венеційського кінофестивалю
- Оскар за найкращий сценарій Енніо Флайано, Федеріко Фелліні та Тулліо Пінеллі